# Arte maya

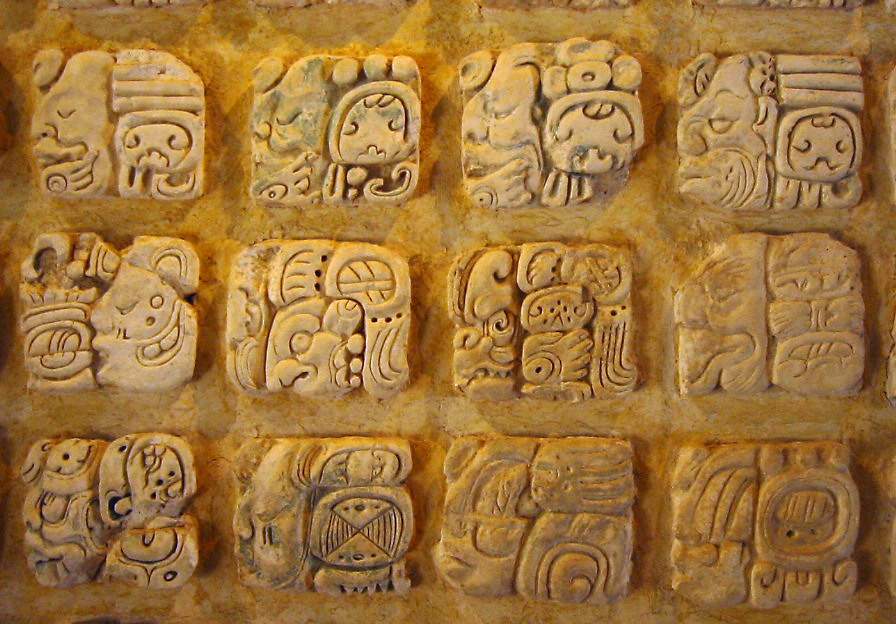
Esempio di scrittura maya

La produzione di opere artistiche da parte dei Maya comincia nel periodo preclassico (dal 1500 a.C. al 250 d.C.), diventa florida nel periodo classico (ca. 200 d.C. fino al 900) e continua nel periodo postclassico fino al XVI secolo quando giunge alla sua fase terminale con la distruzione della cultura di corte da parte degli invasori spagnoli che misero così fine ad una grande tradizione artistica.
L'arte maya fu influenzata dagli Olmechi, Toltechi e Aztechi; forme tradizionali di arte maya sono sopravvissute nell'artigianato tessile e nella progettazione di abitazioni rurali.

## Architettura

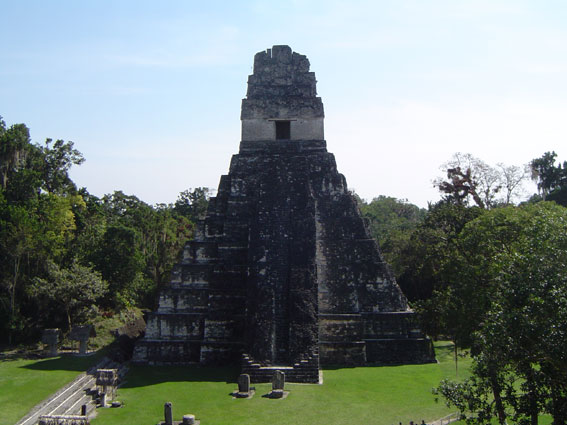
Un tempio maya a Tikal.

Il carattere distintivo degli edifici maya è innanzitutto l'impostazione architettonica delle straordinarie residenze, cortili e templi utilizzati dai re, caratterizzati dai vasti piani orizzontali delle piazze, collocate a vari livelli, collegati da ampie e talora ripide scalinate.
Da questi nuclei a carattere celebrativo e cerimoniale si dipartono strade lastricate e sopraelevate (Sacbé) che le connettono con altri nuclei abitativi. L'architettura maya, così come l'arte, è stata definita la più ricca del Nuovo Mondo in ragione della complessità di modelli e varietà di mezzi espressivi.

## Ceramica

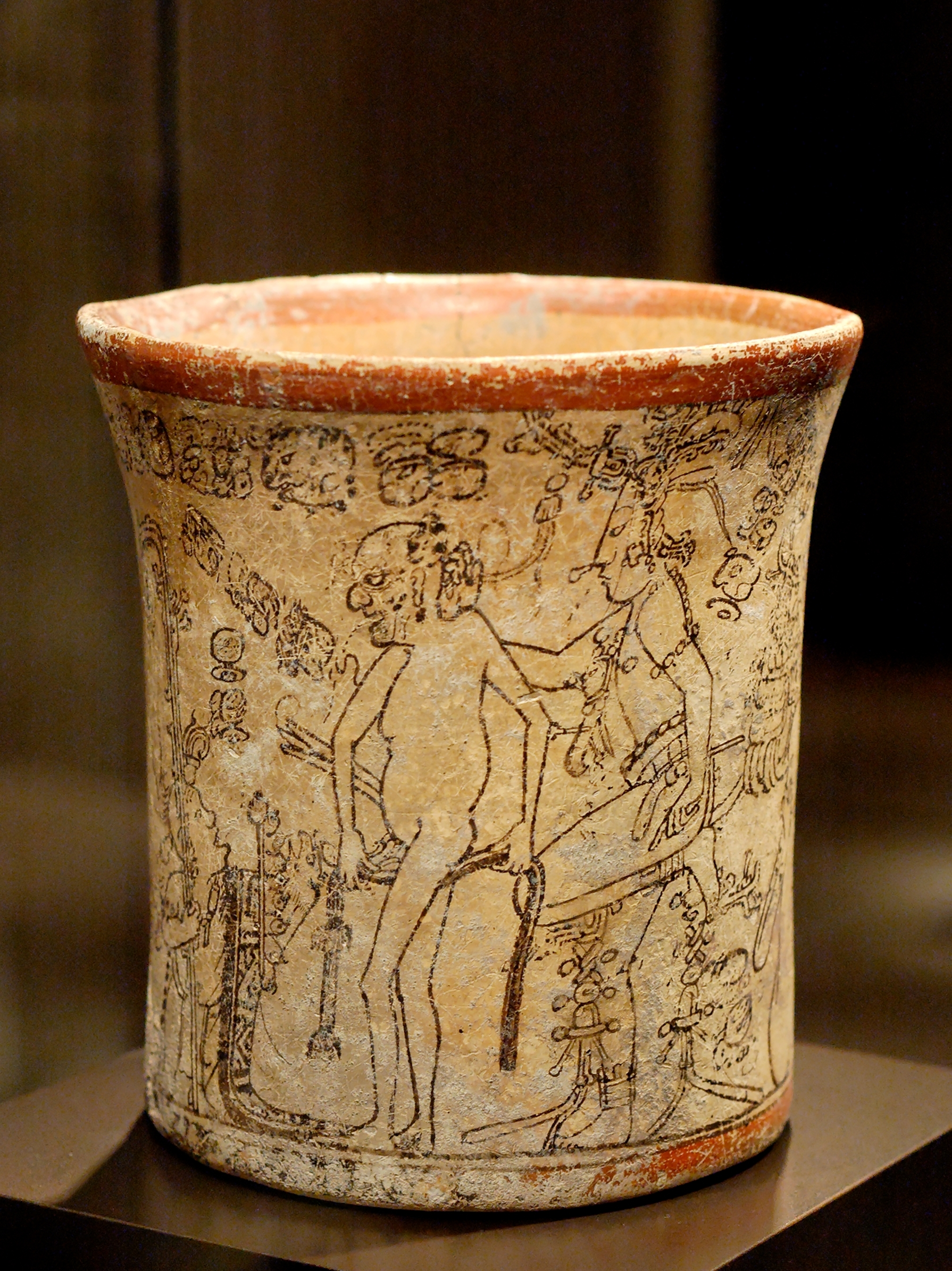
Un vaso maya decorato come codice con una scena mitologica.

A differenza dei manufatti destinati all'uso ordinario ritrovati in gran numero durante le escavazioni dei siti archeologici, la maggior parte delle ceramiche decorate (vasi, ciotole) veniva invece utilizzata come moneta tra le classi nobili maya, scambiati durante  festività e cerimonie religiose e venivano preservati come cimeli di famiglia. Valore analogo avevano le ceramiche utilizzate nelle tombe aristocratiche per accompagnare il defunto nel suo viaggio nell'oltretomba. Questi oggetti di grande valore erano finemente dipinti, scolpiti in rilievo, incisi o decorati con una sorta di tecnica ad affresco, comune nei reperti di Teotihuacan, in cui i colori venivano applicati sulla superficie della creta bagnata. I vari tipi di decorazione includono rappresentazioni di regnanti nel loro palazzo, rituali di corte, scene mitologiche, glifi di significato divinatorio oppure iscrizioni dinastiche. Pregevoli esemplari di ceramica scultorea sono i bruciatori di incenso, tra cui i più noti sono quelli provenienti    dal regno di Palenque, figurine di terracotta realizzate a mano o tramite stampini, caratterizzate da grande vivacità e realismo con raffigurazioni di scene della vita quotidiana, statue dalla forma allungata rappresentanti divinità e regnanti utilizzate durante cerimonie e rituali oppure, in alcuni casi, destinate al gioco dei bambini.

## Scultura

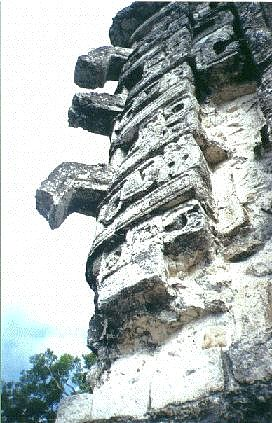
Chicanna, Campeche.

Tra i vari materiali utilizzati nell'abbondante produzione scultorea maya sono da menzionare innanzitutto la pietra, il legno, lo stucco e la giada. Per quanto  riguarda la tipologia, i Maya utilizzavano molto la stele. 
- La stele maya è costituita da un'ampia lastra di pietra ricoperta da incisioni che solitamente raffigura un re o governante della città in cui si pone la stele; il re viene spesso ritratto con gli attributi della divinità. Quasi sempre le steli contengono geroglifici di importanza fondamentale nello studio della storia e del significato dei siti archeologici Maya. Le steli provenienti da Tonina e Copán sono scolpite a tutto tondo, quelle di Tikal hanno dei bassorilievi poco profondi. A Palenque, nonostante sia considerata la città più importante per l'archeologia Maya dal punto di vista artistico, non sono state ritrovate steli di una qualche rilevanza.
- Un'altra importante forma di scultura in pietra è costituita dalle decorazione degli architravi che sormontano le porte e dai pannelli decorati in rilievo  che adornano le pareti degli edifici.
- Una terza tipologia di opere scolpite è costituita dagli altari, a forma circolare o rettangolare. In quelli appartenenti al regno minore di Quiriguá si possono individuare dei tratti surrealisti.

Le sculture in legno devono essere state estremamente comuni ma pochi esemplari sono pervenuti ai giorni nostri. Da menzionare gli architravi lignei provenienti da alcuni dei templi principali di Tikal, caratterizzati da decorazioni finemente dettagliate. 
Sculture modellate con stucco, spesso dipinto, ornano le facciate di molti edifici. Tra le opere in stucco sono da menzionare i ritratti caratterizzati dal forte realismo, paragonabile per qualità alle statue dell'antica Roma, caso unico nella produzione artistica mesoamericana; le teste in stucco dei governanti di Palenque e i ritratti di aristocratici di Tonina costituiscono esempi di eccezionale bellezza.
I maya apprezzavano molto la giada. Molte sculture in pietra hanno intarsi in giada e molti oggetti rituali venivano prodotti con questo minerale. È degno di nota il fatto che i maya, che non avevano strumenti in metallo, erano tuttavia capaci di creare oggetti molto elaborati e rifiniti come ad esempio la maschera funeraria di Pacal, sovrano di Palenque. Confezionata in dimensioni naturali e su misura per il volto del re, è costituita in giada nelle parti che ricoprono la pelle e in madreperla ed ossidiana in corrispondenza degli occhi.

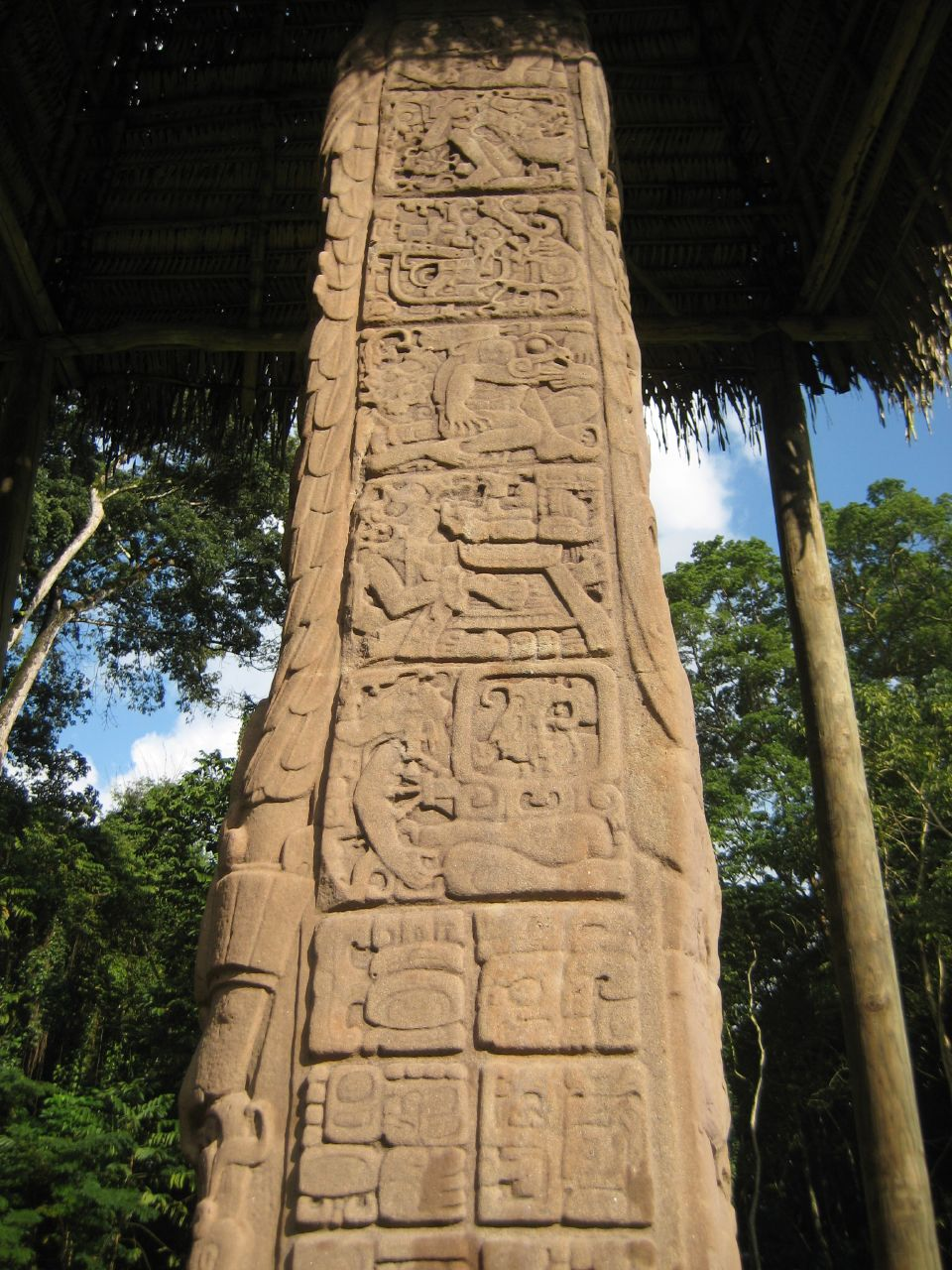
La superficie rivolta ad ovest ricoperta di glifi della stele D a Quiriguá.
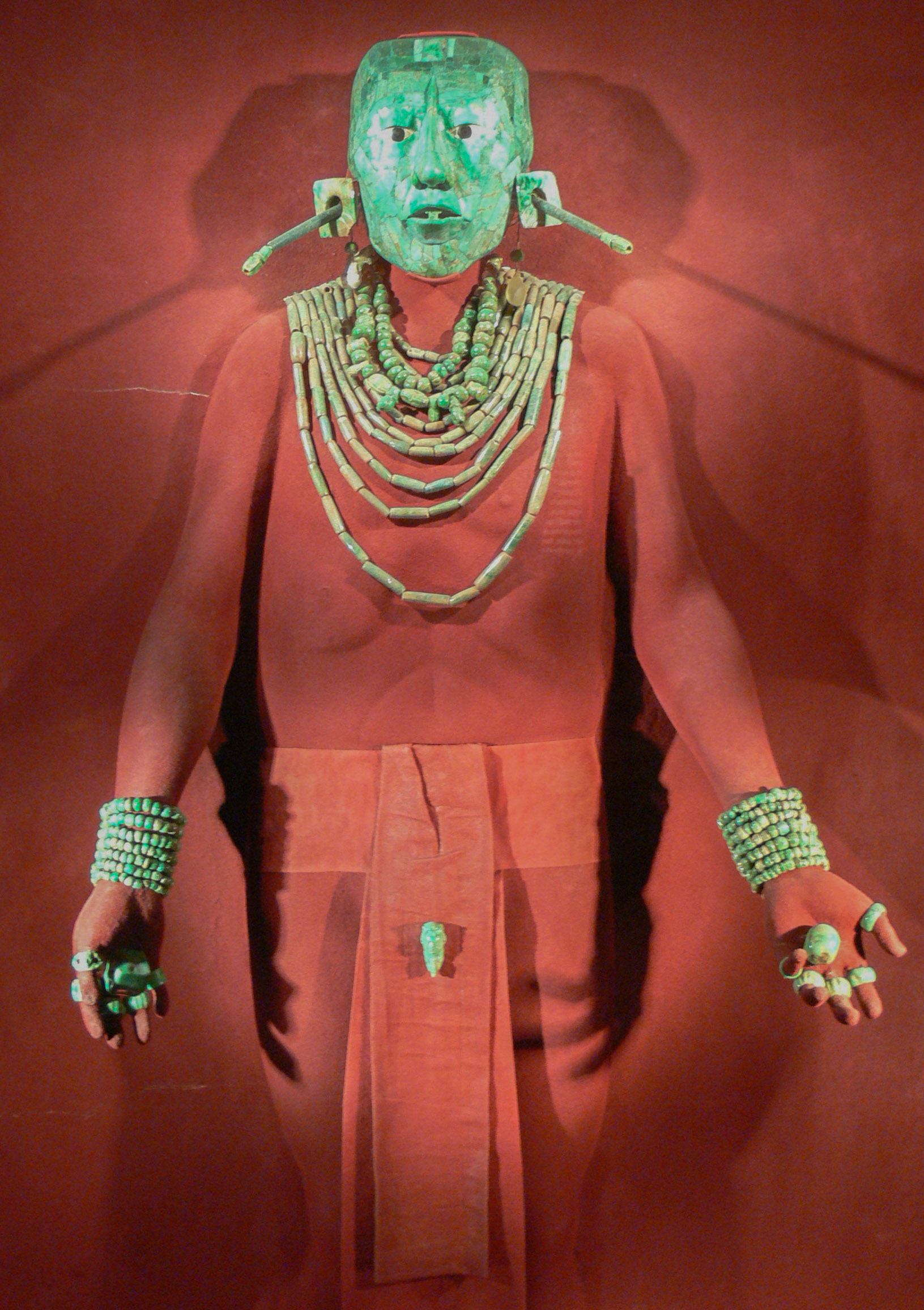
Maschera funeraria di Pacal.

## Pittura

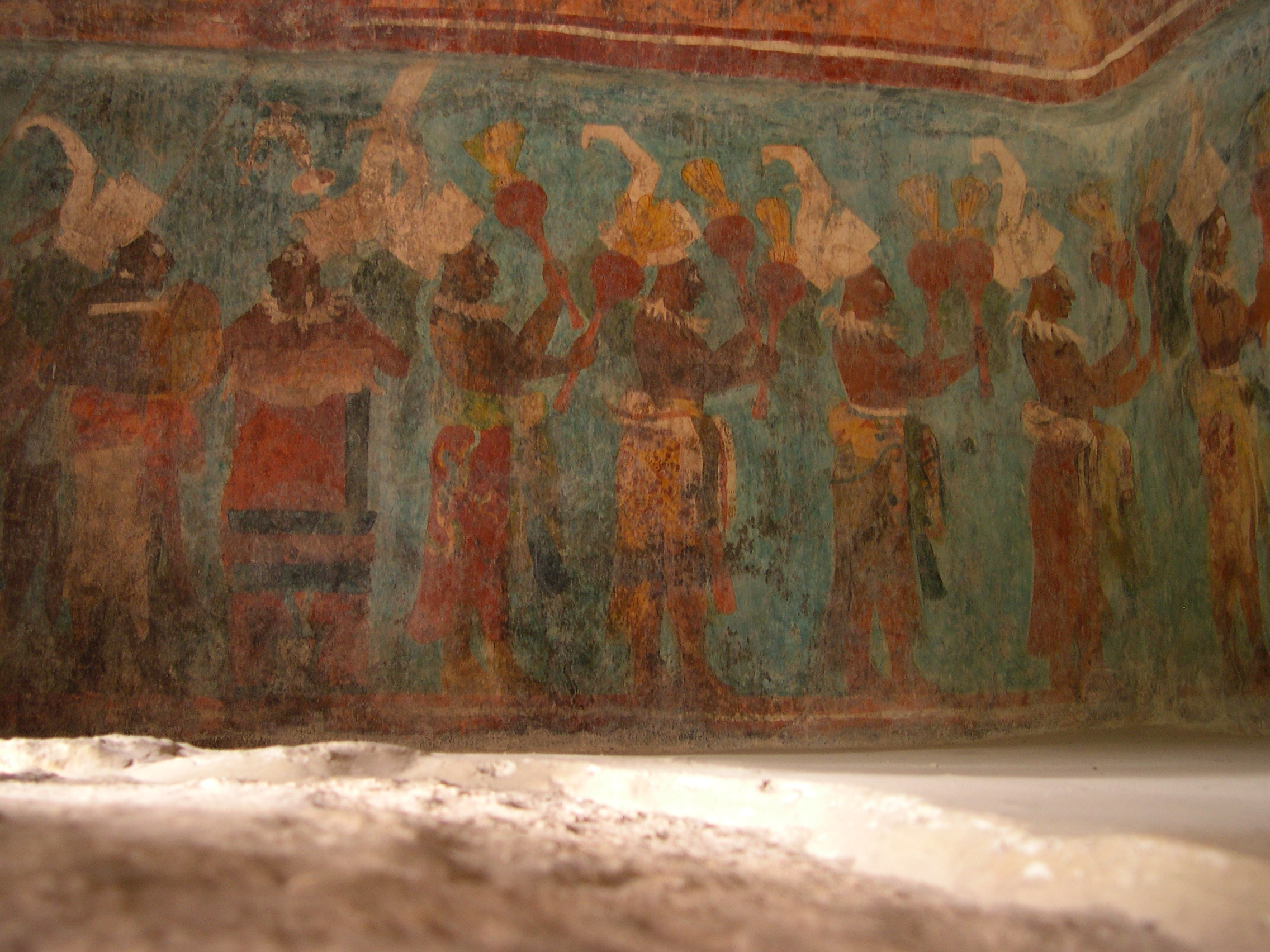
Pitture murali a Bonampak.

A causa del clima umido dell'America centrale, pochi dipinti maya sono giunti ai giorni nostri. I variopinti murales che ornano l'interno di un tempio a Bonampak risalenti  al 790 ritraggono scene della vita dell'aristocrazia, battaglie e sacrifici rituali. A San Bartolo, sono stati scoperti di recente dipinti murali del 100 d.C. che raffigurano il dio del mais. I colori sono appena percettibili e smorzati  ma lo stile, sebbene l'opera sia del periodo preclassico, è già molto elaborato. Pitture murali sono state trovate anche nelle grotte come ad esempio a Naj Tunich. Un bel colore blu turchese è sopravvissuto attraverso i secoli per le sue caratteristiche chimiche uniche. Questo colore, chiamato Blu Maya (Azul Maya) si ritrova a Bonampak, El Tajín, Cacaxtla, Jaina e anche in alcuni conventi di epoca coloniale. L'uso del Blu Maya è sopravvissuto fino al XVI secolo quando la tecnica di produzione è andata perduta.

## Produzione letteraria

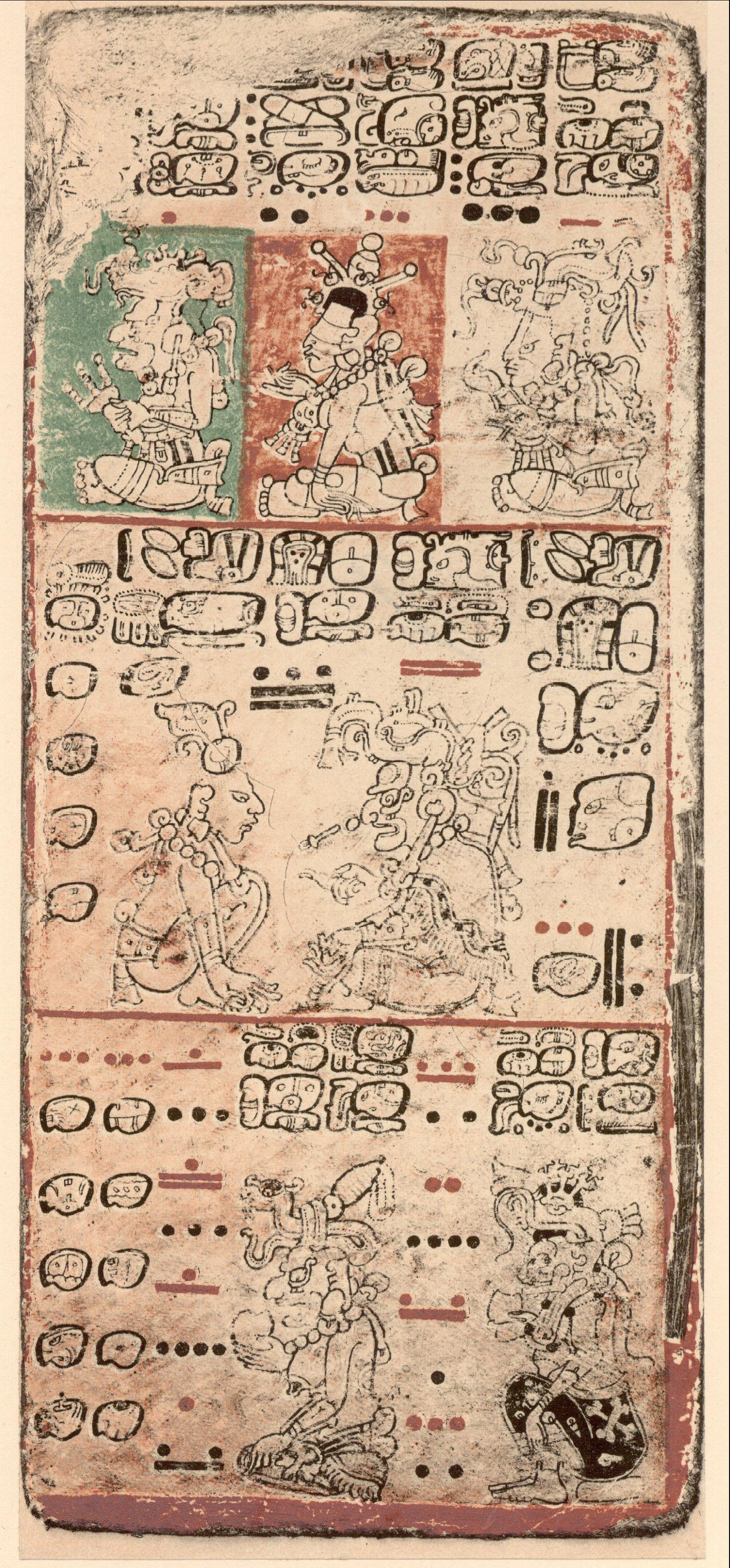
La pagina numero 9 del Codice di Dresda.

Il sistema di scrittura Maya è costituito da circa 1000 caratteri distinti detti glifi e similmente a molte altre scritture antiche è un misto di segni sillabici e logogrammi. Questo tipo di scrittura è stato in uso dal terzo secolo a.C. fino a poco dopo la conquista spagnola del XVI secolo. Attualmente molti caratteri sono stati interpretati anche se la traduzione di un testo in cui sono presenti non è sempre agevole. I glifi presentano molti dettagli e i logogrammi in particolare sono ingannevolmente realistici. Assieme alla scrittura utilizzata sui monumenti e sulle statue, coesisteva una scrittura corsiva utilizzata nei codici cartacei, sui muri e sulle ceramiche. Spesso le didascalie delle immagini sono racchiuse in riquadri di forma variabile all'interno della figura. 
Esistono variazioni regionali nel tipo scrittura a seconda del regno maya della zona.
i libri erano costituiti da lunghi fogli piegati a fisarmonica fatti di carta oppure di pelle di animale. Su questo supporto veniva deposto un sottile strato di stucco che serviva a trattenere i colori utilizzati per la scrittura o il disegno, con una tecnica che dunque ricorda l'affresco. I libri venivano poi dotati di una sovraccoperta di pelle di giaguaro oppure forse di legno. Dal momento che ogni pronosticatore o esperto di divinazione doveva possedere una copia di vari testi, è probabile che dovessero esistere una grande quantità di testi almeno fino  all'arrivo degli spagnoli nello Yucatán che confiscarono e distrussero una grande quantità di materiale e documenti. Il vescovo De Landa scrive nella sua Relaciòn:«abbiamo trovato un gran numero di libri scritti con queste loro lettere, ma dal momento che non c'era nulla che non contenesse  superstizioni e falsità demoniache li abbiamo bruciati tutti, e i Maya ne ebbero gran pena e molto dolore».
Sono sopravvissuti quattro codici tra cui il più completo, il Codice Dresdensis,  è scampato anche alla distruzione di Dresda nel 1945. I codici hanno essensialmente contenuto astrologico e divinatorio ed includono almanacchi, oroscopi, tavole astrologiche, descrizioni di riti e celebrazioni; solo il Codice di Parigi include anche profezie. Nei codici si ritrovano scritti e disegni in pressoché eguale proporzione.